# PZL-104 Wilga

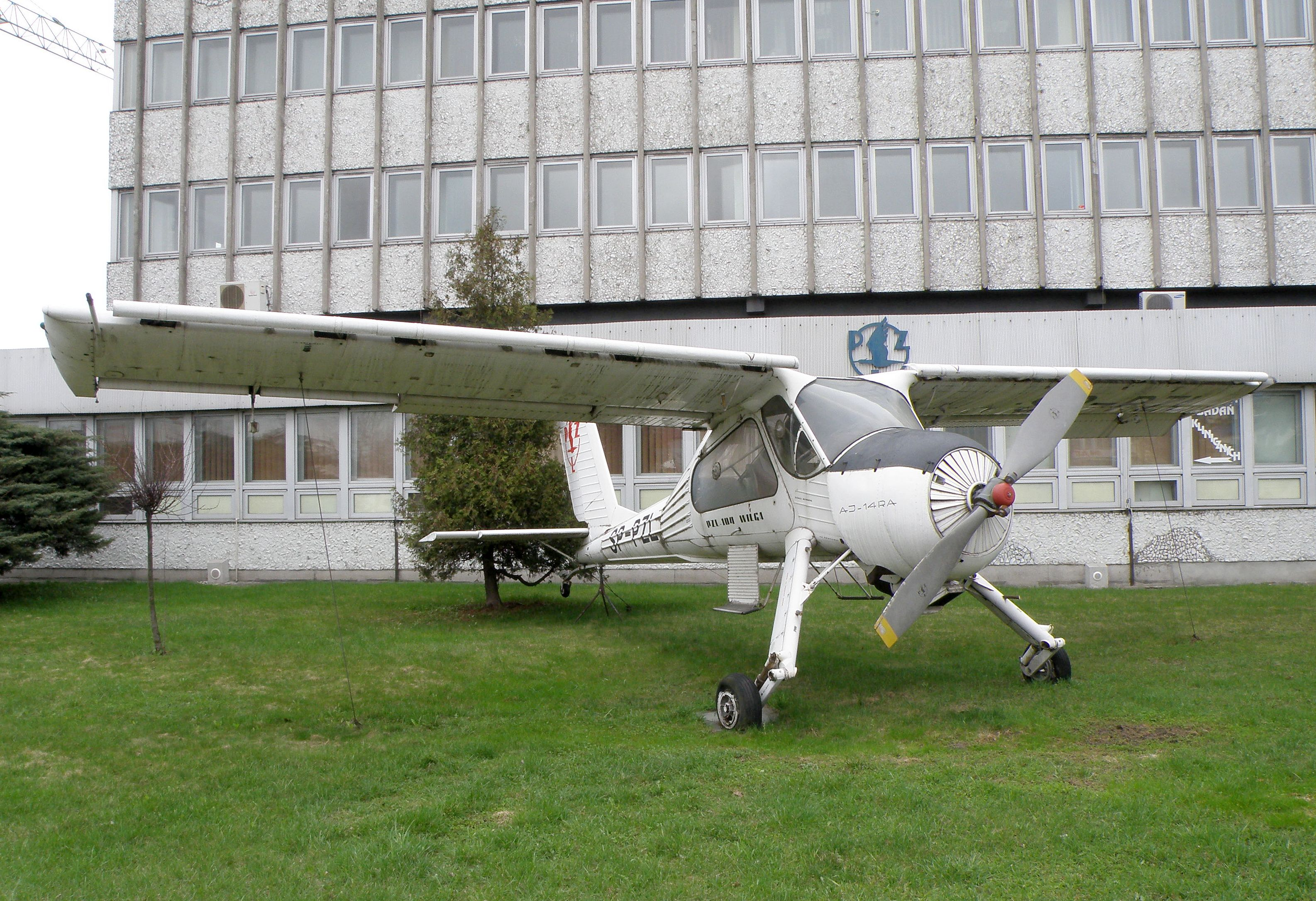
PZL-104 Wilga 40

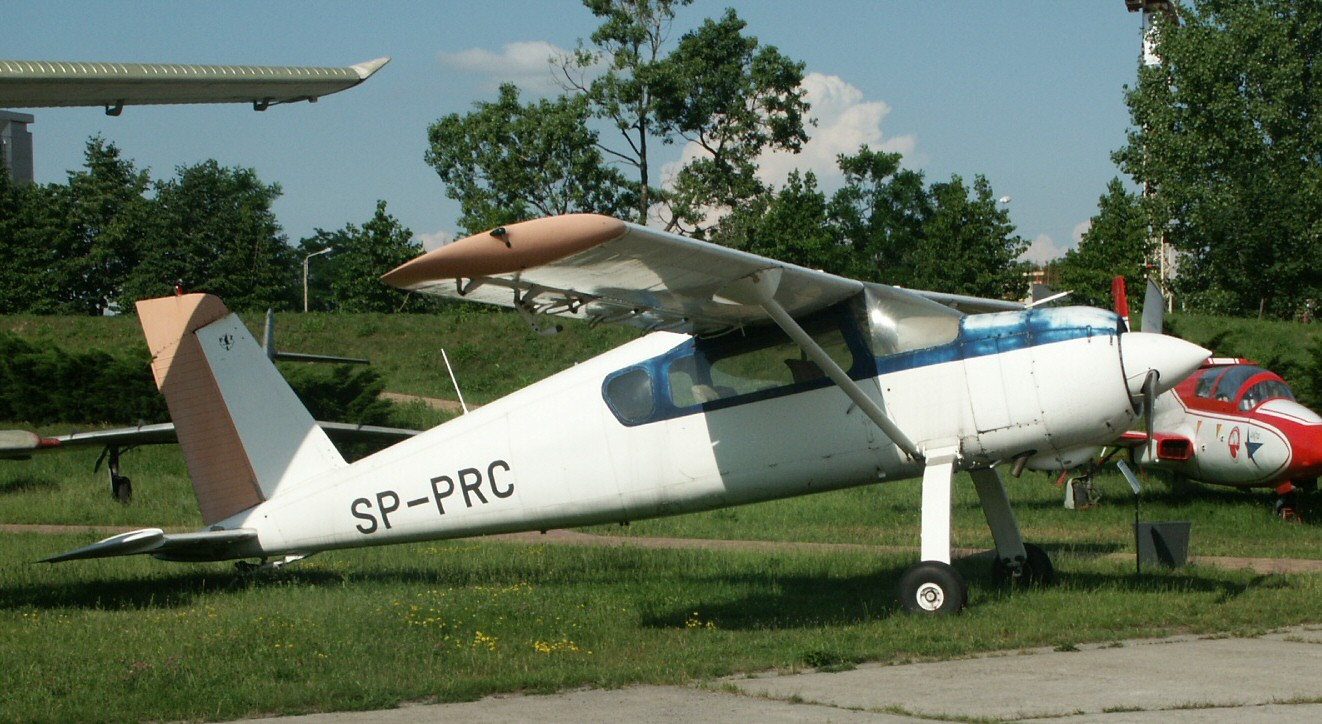
PZL-105 Flaming w Muzeum Lotnictwa Polskiego

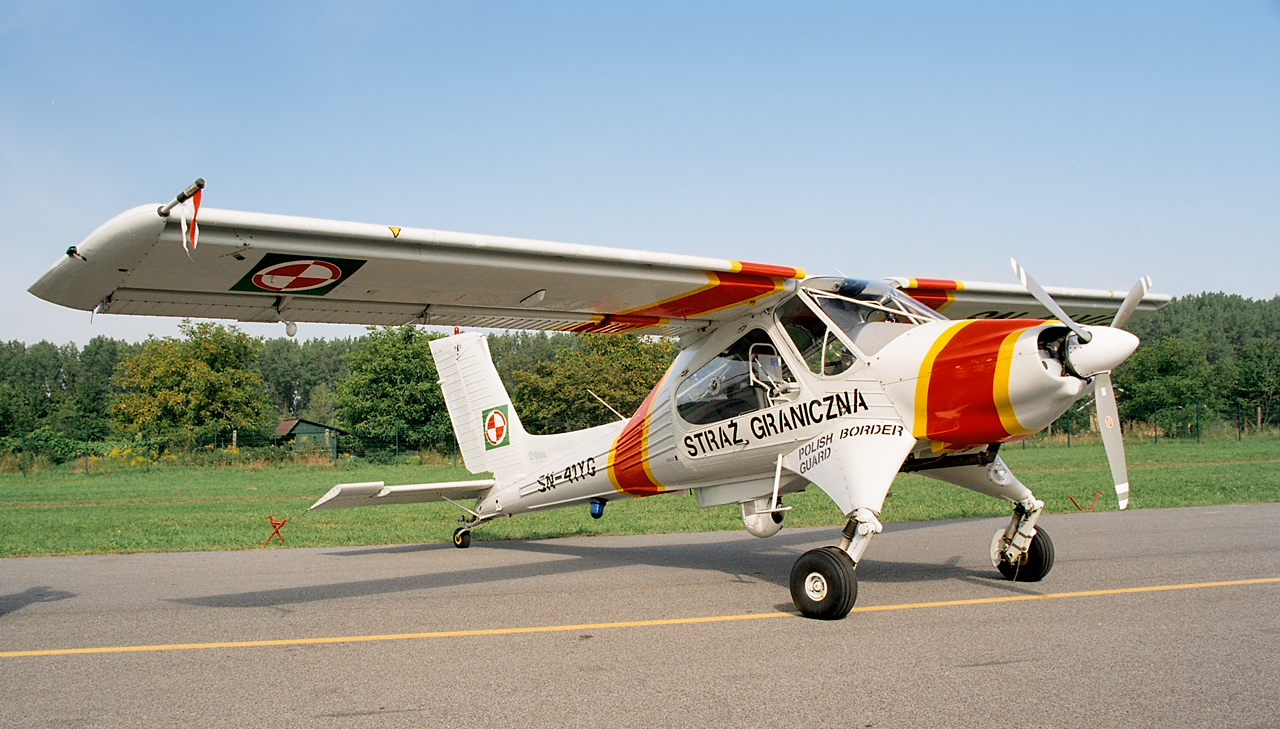
PZL-104M Wilga 2000 w barwach Straży Granicznej

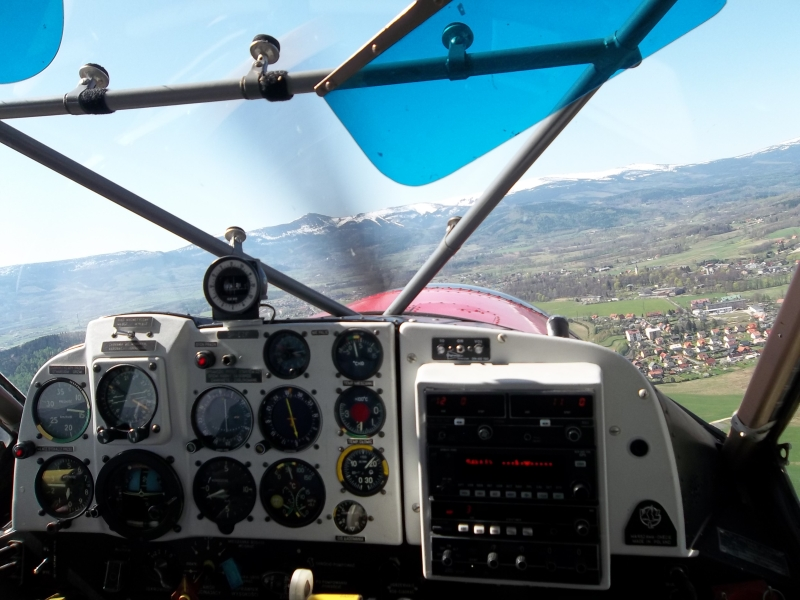
Kokpit samolotu PZL 104 Wilga podczas lotu nad Kotliną Jeleniogórską

PZL-104 Wilga – czteromiejscowy samolot wielozadaniowy produkowany w Polsce w zakładach PZL-Okęcie oraz na licencji w Indonezji. Używany przez lotnictwo sportowe w następujących krajach: Polska, ZSRR, Niemcy, Austria, Belgia, Bułgaria, Czechy, Słowacja, Egipt, Hiszpania, Jugosławia, Kanada, Kuba, Mongolia, Nowa Zelandia, Rumunia, Szwajcaria, Turcja, USA, Wenezuela, Węgry i Wielka Brytania.

## Historia
PZL-104 Wilga 1 powstał jako wielozadaniowy samolot przeznaczony przede wszystkim dla lotnictwa sportowego, zwłaszcza do holowania szybowców i wywożenia skoczków spadochronowych. Został skonstruowany w 1960 roku w biurze Ośrodka Konstrukcji Lotniczych WSK Okęcie. Głównym konstruktorem tej wersji był inż. Ryszard Orłowski. Prototyp wyposażony w silnik w układzie bokser polskiej konstrukcji PZL WN-6RB o mocy 143 kW (195 KM) konstrukcji doc. inż. Wiktora Narkiewicza i został oblatany 24 kwietnia 1962 roku przez pilota Mieczysława Miłosza. W pierwszym kwartale 1961 roku wykonano pierwszy egzemplarz do prób statycznych i przekazano go do Zakładu Wytrzymałości Instytutu Lotnictwa w celu przeprowadzenia badań wytrzymałościowych. Wkrótce zbudowano drugi prototyp przeznaczony do prób w locie. Próby statyczne wykazały niewystarczającą sztywność dachu kabiny i jej połączenia z tyłem kadłuba. W związku z tym nad tylnymi drzwiami umieszczono dodatkową ściankę. Okazało się jednak, że o 140 kg przekroczona została masa własna samolotu w stosunku do projektu co spowodowało tak znaczny spadek osiągów, że maszyny nie skierowano do produkcji. Prototyp miał też inne niedostatki. Spore kłopoty sprawiał prototypowy silnik WN-6RB, który nadmiernie się przegrzewał i przekonstruowania wymagał kadłub. Projektu jednak nie zarzucono, na co wpłynęło zainteresowanie samolotem ze strony Indonezji. Rozwoju następnej wersji podjęło się biuro konstrukcyjne pod kierunkiem inż. Bronisława Żurakowskiego. Kolejny prototyp, Wilga 2, po poprzedniku odziedziczył jedynie ogólny układ i silnik oraz część konstrukcji skrzydła i usterzenia. Nowo opracowany został kadłub, otrzymując kabinę o świetnej widoczności i wzmocnioną, a przy tym lżejszą konstrukcję. Oprócz mgr inż. B. Żurakowskiego Wilgę konstruowali: inż. Andrzej Frydrychewicz, inż. Wojciech Gadomski, inż. Andrzej Kardymowicz (obliczenia). W pierwszym kwartale 1963 roku został zbudowany egzemplarz samolotu PZL-104 Wilga 2 przeznaczony do prób statycznych. Badania wytrzymałościowe i sztywnościowe oraz ich program zostały wykonane pod kierunkiem mgr. inż. Tadeusza Chylińskiego w Zakładzie Wytrzymałości Instytutu Lotnictwa. PZL-104 Wilga 2, będący właściwym prototypem późniejszych samolotów Wilga, został oblatany 1 sierpnia 1963 roku. 30 grudnia 1963 roku oblatano wersję eksportową Wilga C z importowanym silnikiem Continental (w układzie płaskim). Zbudowano niewielką serię Wilga 2, przebudowanych następnie na Wilgi C i Wilgi 3. Nierozwiązane problemy z układem chłodzenia silnika WN-6 (zacieranie się podczas lotu z małą prędkością) sprawiły, że postanowiono dostosować samolot do mocniejszego silnika gwiazdowego AI-14R, produkowanego na licencji radzieckiej, na skutek czego powstała wersja PZL-104 Wilga 3, oblatana 31 grudnia 1965 roku. Istotny był fakt, że silnik AI-14 był silnikiem reduktorowym i był przystosowany do wolnoobrotowego śmigła o wyjątkowo dużej średnicy (265 cm – i o dużym ciągu statycznym) – co spowodowało bardzo dobre właściwości STOL i świetne rezultaty podczas holowania szybowców. Wymuszona instalacja silnika gwiazdowego zmieniła jednak dotychczasową smukłą linię kadłuba, projektowanego pod płaski silnik. Wilga 3 weszła do produkcji seryjnej i pod tym oznaczeniem powstało 13 samolotów (w tym 2 prototypy przebudowane z Wilgi 2). Po wykonaniu krótkiej serii dokonano przeprojektowania podwozia zwiększając rozstaw kół z 2,12 m do 2,83 m i wzmacniając je oraz dokonano dalszych drobnych zmian. Nowy samolot oznaczono PZL-104 Wilga 35 i oblatano 29 czerwca 1967 roku, po czym wszedł on do produkcji seryjnej.
W 2008 roku wyprodukowano ostatni, 997 egzemplarz samolotu, o numerze seryjnym 0060024, w wersji PZL-104MA Wilga 2000 dla islandzkiego nabywcy, kończąc w ten sposób półwieczną historię samolotów „Wilga”.
Na mocy porozumienia z 9 września 2024 r. Airbus Poland z Draco Aircaft ma nastąpić wznowienie produkcji zmodyfikowanej wersji samolotu opartej na "PZL-104 Draco Turbine Wilga o nr rejestracyjnym N123T, czyli głęboko zmodyfikowanym samolocie PZL-104MA Wilga 2000 (ostatnim seryjnym egzemplarzu o nr 0060024), stworzonym i zbudowanym przez Mike’a Pateya. Patey zintegrował silnik turbośmigłowy Pratt & Whitney PT6A-28 o mocy 680 KM z czterema 259-centymetrowami łopatami, zmodyfikował skrzydła, lotki, klapy, ster kierunku, ster wysokości i podwozie. Jego unikalną cechą było to, że samolot potrzebował jedynie 30 m drogi startowej (tzw. krótki dynamiczny start), do szybkiego wznoszenia (1280 m/min.) i lądowania na zaledwie 25 m oraz przy prędkości minimalnej do przeciągnięcia 56 km/h. Samolot mógł wznieść się na pułap do 4267 m.
3 lutego 2025 r. trzy podmioty – DRACO Aircraft (właściciel prawa do Wilgi na mocy porozumienia z września 2024 r.) oraz Instytut Lotnictwa i zależne od niego Mieleckie Zakłady Lotnicze podpisały listy intencyjne dotyczące współpracy w rozwoju i budowie samolotu DRACO. Celem porozumienia jest m.in. pozyskanie dofinansowanie projektu DRACO z funduszy Unii Europejskiej. Przy pracach konstrukcyjnych mają być zaangażowani inżynierowie z Instytutu a za budowę dwóch prototypów nowej Wilgi-DRACO do prób w locie i naziemnych odpowiedzialne będą Mieleckie Zakłady Lotnicze. Samolot ma być w pełni certyfikowany zgodnie z normami amerykańskimi (FAA) i europejskimi (EASA).

## Wersje

Silnik AI-14R eksponowany w MLP w Krakowie

- Wilga 35A – podstawowa wersja przeznaczona dla aeroklubów, wyposażona w hak do holowania szybowców, produkowana od 1968 roku.
- Wilga 35H – wersja wodnosamolotu na pływakach, powstała we współpracy polsko-kanadyjskiej, oblatana 31 października 1979 roku (w Kanadzie).
- Wilga 35P – wersja dyspozycyjna oblatana w 1968 roku różniąca się od wersji 35A tylko brakiem zaczepu do holowania. Samoloty tego typu używane są przez polskie lotnictwo wojskowe.
- Wilga 35R – wersja rolnicza oblatana w 1978 roku zabierająca 300 litrów chemikaliów.
- Wilga 35S – wersja sanitarna oblatana w 1968 roku. Powstał jeden samolot dla polskiego lotnictwa sanitarnego.
- Wilga 40 – zmodyfikowana wersja Wilgi 35 oblatana w 1969 roku (posiadała ruchome sloty i usterzenie płytowe). Powstały jedynie 2 prototypy.
- Wilga 80 – dostosowana do przepisów amerykańskich (FAR) wersja seryjna z 1979 roku wyposażona w silnik PZL AI-14RA.
- Wilga 80/1400 (80H) – przeznaczona dla Kanady wersja pływakowa z 1982 roku napędzana silnikiem PZL AI-14RD o mocy 206 kW (280 KM).

- Wilga 88 – wersja rozwojowa opracowywana od 1983 roku do końca lat 80.

Zasadniczym zadaniem konstruktorów stało się poprawienie charakterystyk prędkościowych samolotu. Planowano to osiągnąć poprzez skuteczne ograniczenie oporów aerodynamicznych. Zastosowano nowy, lekki płat bez slotu, z lekkim, pojedynczym zastrzałem i gruntownie zmienionym podwoziem. Od poprzednich modeli Wilgi różniła się między innymi zwiększoną do 5 liczbą pasażerów. Z tego też względu zmieniony był kadłub samolotu. Ogólnie była to konstrukcja tak dalece odbiegająca od samolotu Wilga, że nazwano nową konstrukcję PZL-105 Flaming. Pierwszy prototyp został oblatany 9 listopada 1989 roku, oblotu dokonał pilot doświadczalny I kl. mgr inż. Jerzy Jędrzejewski. Powstały w sumie trzy maszyny: dwa prototypy z silnikami M-14P i AI-14RDP (jego wersja licencyjna) oraz PZL-105L z silnikiem Textron Lycoming IO-720 o mocy 295 kW (400 KM), który miał dać początek wersji eksportowej. Zakładano również produkcję wersji sportowej, osobowo-pasażerskiej (na 4-5 pasażerów lub 450 kg ładunku), rolniczej (ze zbiornikiem na 500 kg chemikaliów) oraz patrolowej, sanitarnej i geologicznej. Zasadniczym problemem prototypu podczas oblotów były niewłaściwe charakterystyki przeciągnięcia, co nie zezwalało na dopuszczenie samolotu do użytkowania. Pojawiające się w okresie transformacji ustrojowej w Polsce problemy finansowe fabryki PZL na Okęciu oraz priorytetowa produkcja zamówionego przez armię samolotu PZL-130 Orlik sprawiły, że projekt rozwoju Wilgi zawieszono poprzestając na produkcji samolotu Wilga 2000.
- PZL-104M Wilga 2000 – wersja z silnikiem bokser Lycoming, zmodyfikowanym skrzydłem (m.in. usunięty slot nad kadłubem) i poprawioną aerodynamiką, produkowana od 1998 roku, używana przez aerokluby.
- PZL-104MF Wilga 2000 – wersja patrolowa dla Straży Granicznej.
- PZL-104MN Wilga 2000 – wersja z 2001 roku.
- PZL-104MW Wilga 2000 Hydro – odmiana pływakowa Wilgi 2000 oblatana 19 września 1999 roku.
- PZL-104MA Wilga 2000 – wersja powstała w 2005 roku we współpracy z EADS. Bardziej opływowa maska silnika, wydłużony wał i trójłopatowe śmigło. Uwagę zwracają również płetwa przed statecznikiem pionowym oraz wingletki. Zmieniono również rozkład przyrządów wewnątrz kabiny oraz wzbogacono awionikę. Zmiany te spowodowały poprawę charakterystyk przelotowych (prędkość, zasięg), przy pogorszeniu cech STOL i nieco większym hałasie od zespołu napędowego.

Samolotów Wilga 35 i 80 wyprodukowano 935 sztuk, łącznie wszystkich wersji Wilgi ok. 1000 sztuk. Jest to największa seria samolotu polskiej konstrukcji i produkcji, przed RWD-8 produkowanym w latach 30. XX wieku.

### Samolot w polskim lotnictwie wojskowym
W polskim lotnictwie wojskowym używano 27 Wilg 35 i 35A, dostarczonych w latach 1971–1976, z tego 10 w Wojskach Lotniczych, a 17 w Wojskach Obrony Powietrznej Kraju. Podstawowym zastosowaniem była wersja pasażersko-łącznikowa. Stosowano też Wilgi w wersji retranslacyjnej, z aparaturą Neptun z antenami na skrzydłach, służącą do przekazywania sygnału radiostacji dla zwiększenia ich zasięgu. Część była pomalowana w trójkolorowy kamuflaż, pozostałe były srebrne. Znajdowały się na wyposażeniu każdego z pułków lotniczych jeszcze w latach dziewięćdziesiątych. Ostatnią Wilgę wojsko przekazało użytkownikom cywilnym w 1993 roku.

### Samoloty produkowane w Indonezji
- Wilga C – Wilga 2 wyposażona w silnik Continental O-470 produkowana dla Indonezji (zbudowano 16, część z nich zmontowana w Indonezji).
- Wilga 32 – odmiana samolotu Wilga 3 z silnikiem Continental O-470 produkowana w Indonezji jako Gelatik (6 wyprodukowano w Polsce, 18 w Indonezji). Część maszyn powstała w wersji rolniczej.

Samolot PZL-104, szczególnie w wersji M 2000, głównie w USA i Kanadzie jest wykorzystywany do budowy samolotów typu bush plane. Dzięki odpowiednim modyfikacjom (zmiana ogumienia, montaż silnika o większej mocy, wymiana śmigła i charakterystyk lotu o niskiej prędkości).

## Opis konstrukcji
Półskorupowa konstrukcja z duraluminium w konfiguracji wolnonośnego górnopłatu wyposażonego w stały slot, i szczelinowe klapy z podwoziem stałym z kółkiem ogonowym. Zbiorniki paliwa w skrzydłach, w zależności od wersji wyposażony w hak do holowania szybowców, stopień dla spadochroniarzy, zbiornik na ciekłe chemikalia i urządzenia rozpryskujące pod skrzydłami lub podwójne przyrządy do sterowania. Posiada wyposażenie do lotów bez widoczności.
Napęd: (Wilga 35) silnik gwiazdowy AI-14 o mocy 260 KM (191 kW).

## Dane techniczne i osiągi
| Wersja              | PZL-104 Wilga 35                   | PZL-105 Flaming              | PZL-104MA Wilga 2000                       |
| ------------------- | ---------------------------------- | ---------------------------- | ------------------------------------------ |
| Rozpiętość          | 11,12 m                            | 12,7 m                       | 11,28 m                                    |
| Długość             | 8,1 m                              | 8,6 m                        | 8,62 m                                     |
| Wysokość            | 2,94 m                             | 2,8 m                        | 2,58 m                                     |
| Powierzchnia nośna  | 15,5 m²                            | 16,9 m²                      | 15,5 m²                                    |
| Masa własna         | 900 kg                             | 955 kg                       | 968 kg                                     |
| Masa użyteczna      | 400 kg                             | 715 kg                       | 400 kg                                     |
| Masa całkowita      | 1300 kg                            | 1670 kg                      | 1400 kg                                    |
| Silnik              | PZL AI-14RA o mocy 194 kW (260 KM) | M-14P o mocy 206 kW (280 KM) | Textron Lycoming IO-540-KIB5 o mocy 300 HP |
| Zapas paliwa        | 195 l                              | 270 l                        | 400 l                                      |
| Osiągi              |                                    |                              |                                            |
| Prędkość maksymalna | 200 km/h                           | 250 km/h                     | 243 km/h                                   |
| Prędkość przelotowa | 157 km/h                           | 235 km/h                     | 208 km/h                                   |
| Prędkość minimalna  | 68 km/h                            | 95 km/h                      | 93 km/h                                    |
| Prędkość wznoszenia | 5 m/s                              | 5,3 m/s                      | 4,7 m/s                                    |
| Pułap               | 4000 m                             | 5500 m                       | 3500 m                                     |
| Zasięg              | 680 km                             | 1000 km                      | 1240 km                                    |